# Domancy
Domancy is een gemeente in het Franse departement Haute-Savoie (regio Auvergne-Rhône-Alpes). De plaats maakt deel uit van het arrondissement Bonneville. Domancy telde op 1 januari 2022 2.203 inwoners.

## Geografie
De oppervlakte van Domancy bedroeg op 1 januari 2022 7,4 vierkante kilometer; de bevolkingsdichtheid was toen 297,7 inwoners per km².

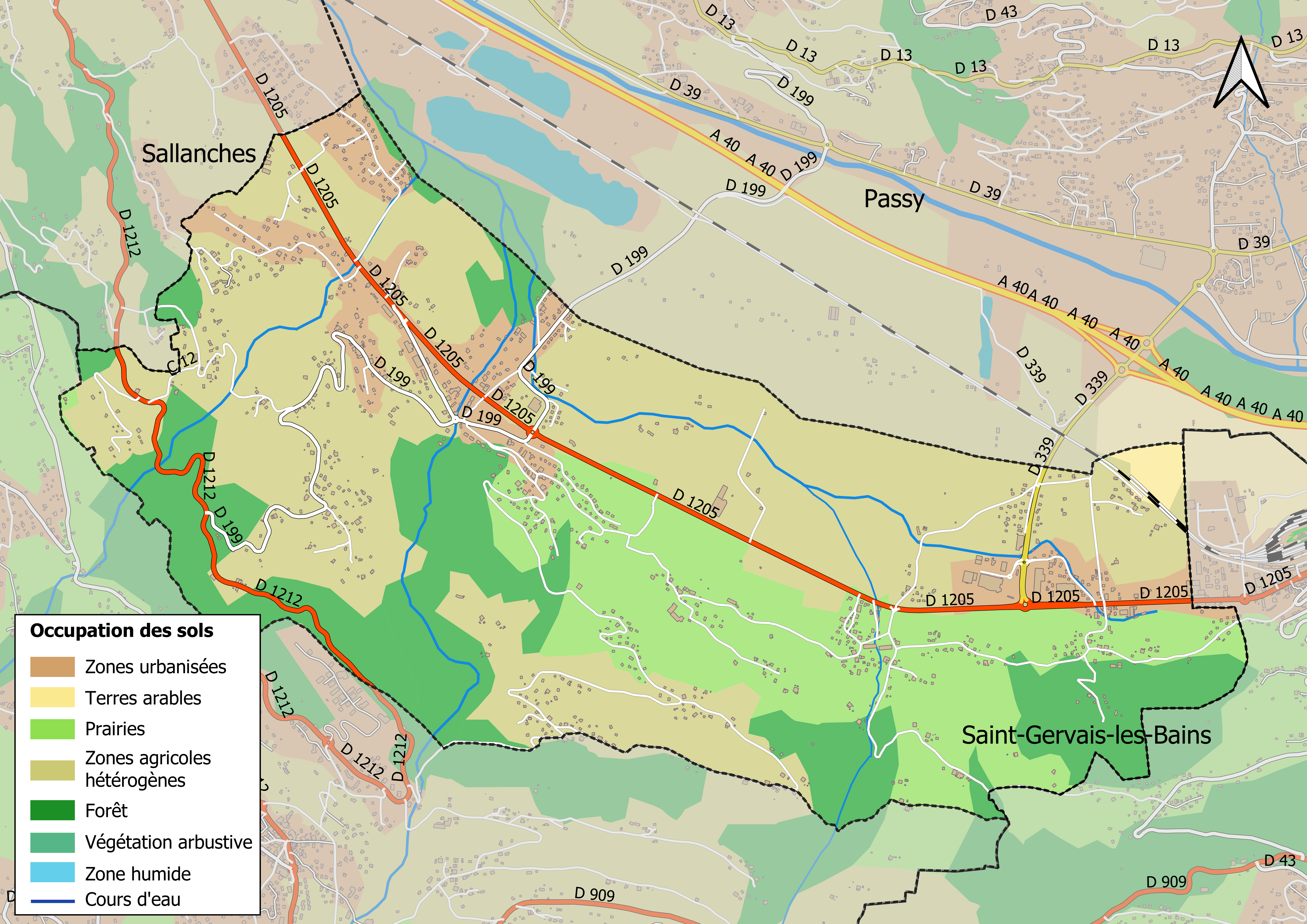
Kaart van de gemeente met de belangrijkste infrastructuur, bodemgebruik en omliggende gemeenten

## Demografie
Onderstaande figuur toont het verloop van het inwonertal (bron: INSEE-tellingen).